# Junior Laurencin
Junior Laurencin (* 5. März 1985 in Willingboro Township, New Jersey) ist ein ehemaliger US-amerikanischer Fußballspieler, der vor allem auf den Amerikanischen Jungferninseln aktiv war. Hauptsächlich als Mittelfeldspieler eingesetzt, konnte er auch als Stürmer überzeugen.

## Karriere

### Verein
Geboren wurde er am 5. März 1985 in Willingboro Township, New Jersey in den USA. Laurencin begann seine Fußballkarriere 2004 beim Collegeverein Bryant & Stratton Bobcats. Im Jahr 2006 wechselte er zu Richmond Kickers Future, bevor er noch im selben Jahr seine Karriere auf den Amerikanischen Jungferninseln fortsetzte.
Im Jahr 2007 kehrte Laurencin kurzzeitig in die USA zurück und spielte für die Dowling Golden Lions, wo er in 22 Einsätzen 11 Tore erzielte. 2008 kehrte er endgültig auf die Jungferninseln zurück und gewann mit New Vibes die Saint Thomas Soccer League in der Saison 2008/09.
2009 wechselte Laurencin zu Positive Vibes und feierte dort drei Meisterschaften in der Saint Thomas Soccer League. Im Jahr 2016 schloss er sich Raymix SC an, wo er 2016 erstmals die Meisterschaft der Amerikanischen Jungferninseln gewann. Im Jahr 2017 trug er entscheidend zum Sieg von Raymix im nationalen Wettbewerb bei, indem er in der 76. Minute des Finalspiels gegen Helenites das einzige Tor zum 1:0-Sieg erzielte. Neben den nationalen Titeln gewann er mit Raymix auch die Meisterschaft auf Saint Thomas in den Jahren 2016 und 2017. Laurencin beendete seine aktive Karriere im Jahr 2019.

### Nationalmannschaft
Obwohl Laurencin in den Vereinigten Staaten geboren wurde und die amerikanische Staatsbürgerschaft besitzt, begann er seine internationale Karriere mit der Nationalmannschaft von St. Lucia. Er absolvierte zwei Länderspiele im Rahmen der Qualifikation für die Weltmeisterschaft 2006. Am 28. März 2004 spielte er in Vieux Fort gegen die Britischen Jungferninseln, das mit einem 9:0-Sieg endete. Im Juli 2004 trat St. Lucia in St. George’s gegen Grenada an und verlor 0:2. Laurencin trug im ersten Spiel die Rückennummer 14 und im zweiten die Nummer 10.
Nach seinem Wechsel auf die Amerikanischen Jungferninseln durfte Laurencin für deren Nationalmannschaft spielen. Sein Debüt gab er am 19. Juni 2011 in The Valley gegen Anguilla, das 0:0 endete. Insgesamt bestritt er 9 Länderspiele für die Nationalmannschaft der Amerikanischen Jungferninseln, erzielte jedoch kein Tor. Sein letztes Länderspiel absolvierte er am 9. September 2018 in der CONCACAF Nations League gegen Kanada, das mit 0:8 verloren wurde. In diesem Spiel trug er die Rückennummer 18. Ansonsten trug er meist die Nummer 10, bis auf die Saison 2016/17, als er kurzzeitig die Nummer 12 hatte.

## Erfolge

### St. Thomas Soccer League
Holte den Titel insgesamt sechsmal, mit drei verschiedenen Mannschaften.
- New Vibes SC (1): 2008/09
- Positive Vibes (3): 2010, 2013, 2014
- Raymix SC (2): 2016, 2017

### Meisterschaft der Amerikanischen Jungferninseln
- Raymix SC (2): 2016, 2017